# Estación de Pereire
La estación de Pereire, de su nombre completo Pereire - Maréchal Juin, es una estación del metro de París situada al noroeste de la capital, en el XVII Distrito de la ciudad. Forma parte de la línea 3.
Ofrece conexión con la línea C de la red de cercanías a través de largos pasillos que permiten llegar hasta la estación de Pereire - Levallois. 

## Historia
La estación fue inaugurada el 23 de mayo de 1910 tras ampliarse la línea hacia el oeste desde Villiers.
La estación debe su nombre a los hermanos Pereire y al mariscal Juin.

## Descripción
La estación se compone de dos andenes laterales y de dos vías.
Está diseñada en bóveda elíptica revestida completamente de los clásicos azulejos blancos biselados, con la única excepción del zócalo que es de color verde. Su iluminación ha sido renovada empleando el modelo vagues (olas) con estructuras casi adheridas a la bóveda que sobrevuelan ambos andenes proyectando la luz en varias direcciones. La señalización, por su parte, usa la moderna tipografía Parisine donde el nombre de la estación aparece en letras blancas sobre un panel metálico de color azul.
El elemento más peculiar de la estación es su rudimentario sistema de asiento. Este se compone únicamente de dos barras de acero pintadas de azul de diferente tamaño y en forma de arco donde el más pequeño permite sentarse y el mayor, situado justo detrás, únicamente permite respaldarse. De escasa comodidad, tiene las ventajas de ocupar poco espacio y de tener un coste muy reducido. 